# Maple Mountain, Ontario
Maple Mountain är ett berg i Kanada.   Det ligger i provinsen Ontario, i den sydöstra delen av landet, 400 km nordväst om huvudstaden Ottawa. Toppen på Maple Mountain är 642 meter över havet.
Terrängen runt Maple Mountain är platt norrut, men söderut är den kuperad. Maple Mountain är den högsta punkten i trakten. Trakten runt Maple Mountain är nära nog obefolkad, med mindre än två invånare per kvadratkilometer.. Det finns inga samhällen i närheten. 
I omgivningarna runt Maple Mountain växer i huvudsak blandskog.